# Henri Manuel
Henri Manuel (Parigi, 24 aprile 1874 – Neuilly-sur-Seine, 11 settembre 1947) è stato un fotografo francese.
Nel 1900 aprì con suo fratello Gaston (1881-1967) uno studio fotografico specializzato dei ritratti. Manuel diventò presto famoso ed eseguì fotografie di personalità del mondo della politica, dell'arte e dello sport, ed anche di opere artistiche ed architettura.
I suoi ritratti erano richiesti dalle agenzie giornalistiche, e nel 1910 il suo studio iniziò a fornire un servizio commerciale di fotografia noto come "Agence universelle de reportage Henri Manuel".

Lo studio dei fratelli Manuel fu per molti anni il più importante di Parigi. Era frequentato da giovani fotografi desiderosi di imparare la loro tecnica, tra cui la statunitense Thérèse Bonney.
Per trent'anni, dal 1914 al 1944, Henri Manuel fu il fotografo ufficiale del governo francese.
Nel 1925 lo studio si trasferì al n. 27 di Rue du Faubourg Montmartre nel IX arrondissement, ampliando l'attività nel mondo dell'alta moda con stilisti quali Chanel, Patou, Poiret e Lanvin. Fino al 1941, lo studio produsse oltre un milione di immagini nei settori della moda, del giornalismo, della ritrattistica ed altri.
Durante la seconda guerra mondiale, quando Parigi era occupata dalla Germania nazista, lo studio cessò l'attività e gran parte delle lastre fotografiche ed altro materiale andò distrutto. Vennero recuperate circa 600 immagini, che entrarono poi a far parte della "Médiathèque de l’architecture et du patrimoine" (MAP), dipendente dal Ministero della cultura e della comunicazione.